# Acanthocinus henschi
Acanthocinus henschi är en skalbaggsart som beskrevs av Edmund Reitter 1900. Acanthocinus henschi ingår i släktet Acanthocinus och familjen långhorningar. Inga underarter finns listade i Catalogue of Life.